# Vihnusjärvi
Vihnusjärvi är en sjö i kommunen Nokia i landskapet Birkaland i Finland. Sjön ligger 77,2 meter över havet. Arean är 69 hektar och strandlinjen är 5,99 kilometer lång. Sjön  ingår i Kumo älvs huvudavrinningsområde.   Den ingår i Kumo älvs avrinningsområde. Vihnusjärvi ligger omkring 10 km väster om Tammerfors och omkring 160 km nordväst om Helsingfors. 
Det finns två kommunala badplatser vid sjön. Vihnusjärvi ligger i östra delen av staden. Sydväst om Vihnusjärvi ligger Nokia kyrka. 